# Cozell McQueen
Cozell McQueen jr. (Parigi, 18 gennaio 1962) è un ex cestista statunitense, professionista nella NBA, in Francia, Italia e Spagna.

## Carriera
È stato selezionato dai Detroit Pistons al quarto giro del Draft NBA 1985 (91ª scelta assoluta).

## Palmarès
- Campione NCAA (1983)